# Remigius Seiffart von Klettenberg
Remigius Seiffart von Klettenberg und Wildeck (* 29. Januar 1693 in Frankfurt am Main; † 1. Juli 1766 ebenda) war Ratsherr und zweimal Älterer Bürgermeister der Reichsstadt Frankfurt.

## Familie
Er stammte aus dem Frankfurter Patriziergeschlecht der Seiffart von Klettenberg und Wildeck, das Mitglied in der dortigen Patriziergesellschaft Zum Frauenstein war. Sein Großvater väterlicherseits war der Jurist, Ratsherr und Stadtschultheiß Johann Erasmus Seiffart von Klettenberg und Wildeck (1634–1716), der 1671 von Kaiser Leopold I. in die Reichsritterschaft erhoben wurde und dann 1704 für sich und seine Nachkommen das Adelsprädikat „von Klettenberg und Wildeck auf Rhoda“ erhielt.
Seine Eltern waren Johann Erasmus Seiffart von Klettenberg der Jüngere (1657–1699) und dessen Ehefrau Anna Catharina geb. Briem. Johann Erasmus d. J. hatte Rechtswissenschaft in Heidelberg, Tübingen, Basel und Straßburg studiert, war 1682 in Straßburg zum Dr. jur. promoviert worden und wurde, wie bereits sein Vater, ebenfalls Frankfurter Ratsherr.
Remigius heiratete 1723 Susanna Margaretha (1687–1756), Tochter des Dr. med. Johann Philipp Jordis (1658–1725) in Frankfurt und dessen Ehefrau Susanna geb. de Neufville, Tochter des David de Neufville (1623–1684), Gründer der Bank „David & Jacob de Neufville“ in Frankfurt. Das Paar hatte drei Töchter: Susanna Catharina (die als religiöse Schriftstellerin und Freundin Goethes bekannt wurde), Mariana Franziska und Maria Magdalena.

## Leben
Anders als seine Vorfahren studierte Remigius nicht Jurisprudenz, sondern Medizin. Er wurde 1716 mit seiner Dissertation an der Universität Altdorf zum Doktor der Medizin promoviert und ließ sich dann als Arzt in seiner Vaterstadt nieder. Dort erwarb er sich auch einen Ruf als Naturaliensammler.
Er wurde Senator (d. h. Ratsherr der vorwiegend aus Kaufleuten und Juristen bestehenden sogenannten „zweiten Bank“ des Frankfurter Rats) und später Schöffe (d. h. Ratsherr der aus dem lokalen Patriziat stammenden „ersten Bank“) in Frankfurt und schließlich zweimal Jüngerer Bürgermeister (1740/41 und 1743/44) und zuletzt Älterer Bürgermeister (1754/55 und 1759/60) der Stadt.